# Dorcatragus megalotis
Il beira (Dorcatragus megalotis (Menges, 1894)) è una piccola antilope originaria delle regioni aride del Corno d'Africa, unico rappresentante del genere Dorcatragus Noack, 1894. Il nome dell'animale è di origine somala.

## Descrizione
Il beira ha una coda folta e un pelo ruvido di colore grigio-rossastro sul dorso, separato dal bianco delle parti inferiori da una fascia scura che si estende lungo i fianchi dal gomito alla zampa posteriore. Le zampe, lunghe e sottili, sono di colore fulvo e la testa è rosso-giallastra con palpebre nere e anelli oculari bianchi. Le orecchie sono sproporzionatamente grandi: misurano 15 cm di lunghezza e 7,5 di larghezza e sono ricoperte all'interno da una folta peluria bianca. Le corna, presenti solo nei maschi, misurano 7,5–10 cm di lunghezza e sono costituite da semplici punte dritte che crescono verticalmente vicino ai lati delle orecchie. L'animale misura 80–86 cm di lunghezza, è alto 50–60 cm al garrese e pesa 9-11,5 kg.

## Distribuzione e habitat
Il beira è endemico dell'Africa nord-orientale: il suo areale si estende dall'estremità meridionale di Gibuti verso sud, attraverso il Somaliland e la Somalia settentrionale, fino all'estremità nord-orientale dell'Etiopia. Il nucleo principale dell'areale si trova nel Somaliland, nella zona che va dalla frontiera con Gibuti verso est, fino al Puntland nella Somalia settentrionale e nella valle del Nogal. La sua presenza a Gibuti è stata confermata solo nel 1993.
La specie è presente sui versanti delle colline in terreni rocciosi o ghiaiosi e tra le aride praterie intervallate da macchie di acacia; molti siti in cui è stata rinvenuta si trovavano su colline con cime piatte e ripide pendici rocciose.

## Biologia
Le nascite sono state registrate solo in aprile, nel pieno della stagione delle piogge. La gestazione dura sei mesi, trascorsi i quali nasce un unico piccolo. I beira sono più attivi al mattino presto e nel tardo pomeriggio e trascorrono le ore centrali della giornata riposando. Sono animali estremamente cauti e quando avvertono il minimo disturbo grazie al loro eccellente udito si allontanano a grande velocità sui ghiaioni dei pendii rocciosi, saltando agilmente di roccia in roccia sui terreni ripidi e meno accidentati. Sono perfettamente adattati al clima arido e non hanno bisogno di bere acqua, poiché ricavano tutto ciò di cui hanno bisogno dalle piante che brucano. Vivono in piccoli gruppi familiari o in coppie, sempre con un unico maschio, ma sono stati registrati anche gruppi più grandi, dovuti probabilmente all'incontro di più gruppi familiari. I beira sono prevalentemente brucatori, ma all'occorrenza, quando l'erba è disponibile, possono anche pascolare. Iene, caracal e sciacalli sono i loro predatori principali, ma questi ungulati possono anche cadere vittima di leoni e leopardi, nelle aree in cui sono ancora presenti.

## Conservazione
Pur essendo oggetto di caccia, le piccole dimensioni, l'estrema cautela e l'inaccessibile ambiente roccioso in cui vive possono consentire al beira di resistere alla pressione venatoria. I principali fattori di minaccia sono invece il pascolo eccessivo, la siccità e la distruzione delle macchie di acacia per la produzione di carbone. La IUCN classifica la specie come «vulnerabile» (Vulnerable). A Gibuti è considerato raro, ma non in pericolo, ma il suo status in Etiopia, dove è stato avvistato per l'ultima volta nel 1972, è al momento sconosciuto.
L'unica popolazione riproduttiva in cattività vive presso l'Al Wabra Wildlife Preservation, dove la specie è stata allevata con successo, fino a raggiungere un massimo di 58 individui nel 2005.